# Powódź św. Łucji
Powódź św. Łucji (niderl. Sint-Luciavloed) – powódź, która nawiedziła holenderskie i częściowo niemieckie wybrzeża Morza Północnego w dniu 14 grudnia (nazajutrz po dniu św. Łucji) 1287 r. 
Spowodowana była silnym sztormem, w trakcie którego woda morska, popychana huraganowym wiatrem, zalewała nisko położone, a zwłaszcza depresyjne tereny. Powódź ta była jedną z największych tego typu katastrof w historii Niderlandów i Niemiec. Najbardziej ucierpiała Fryzja. Powódź spowodowała śmierć ok. 50-80 tys. ludzi (z czego większa część w Niderlandach), oraz ogromne zniszczenia i straty materialne. W jej wyniku został przerwany (rozmyty) pas lądu oddzielający dotychczasowe przybrzeżne jezioro Binnensee od Morza Północnego, a jezioro to na kilkaset lat stało się zatoką, noszącą nazwę Zuiderzee (ten skutek powodzi z 1287 r. trwał aż do 1932 r., kiedy to budując sztuczne zapory, ponownie odcięto zatokę Zuiderzee od morza, wskutek czego powstało jezioro IJsselmeer).